# گروس فیشرهورن
گروس فیشرهورن (آلمانی: Gross Fiescherhorn) یک کوه در رشته‌کوه آلپ برنیس در کشور سوئیس است که در میان کانتون وله و کانتون برن قرار دارد.